# Jaume Cubells i Sanahuja

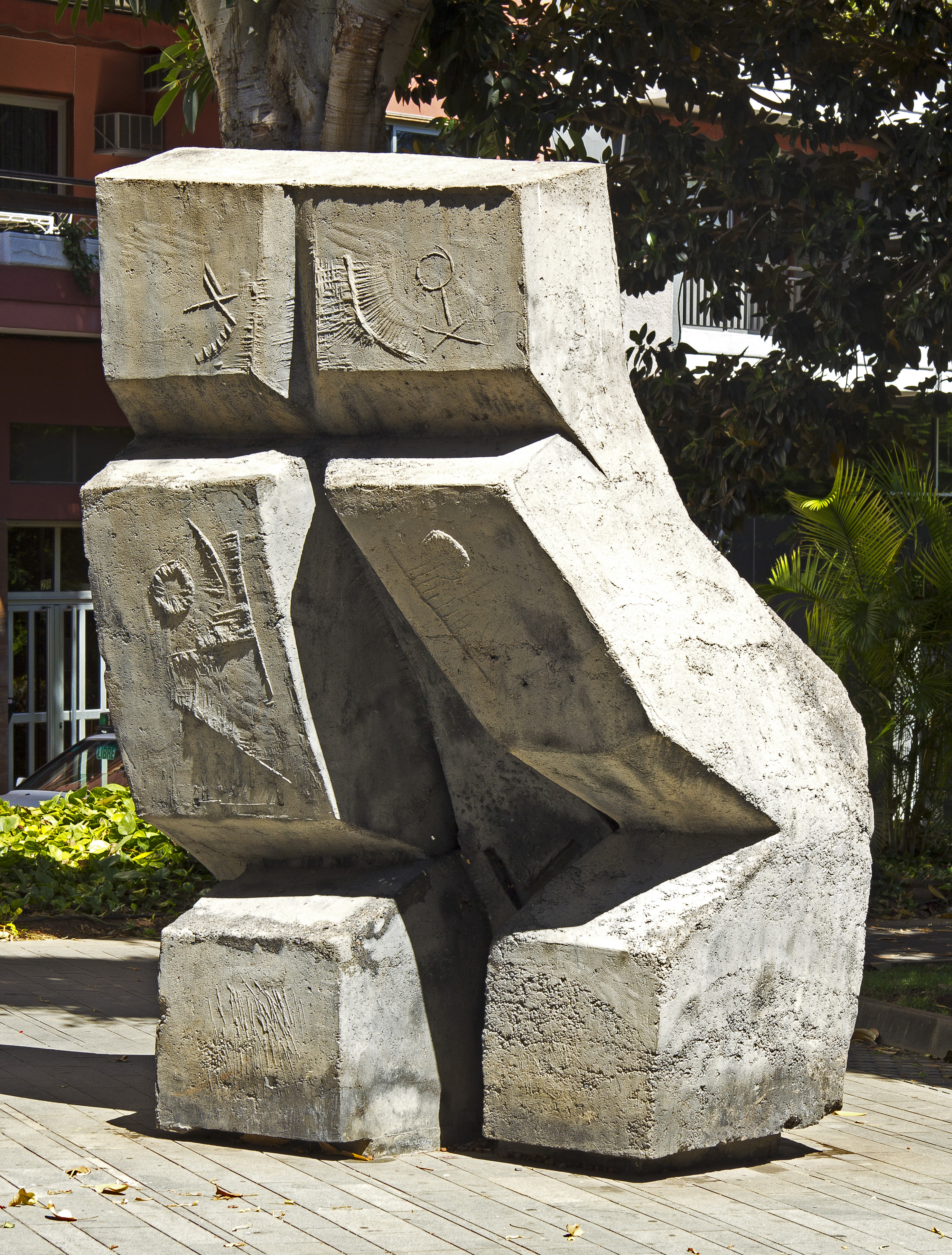
Sense Títol, 1973 de Jaume Cubells. Escultura per la I Exposición Internacional de Escultura en la Calle de Santa Cruz de Tenerife.

Jaume Cubells i Sanahuja (Barcelona, 1925 - 2007) és un escultor català.
Entre el 1945 i el 1952 viurà a França i quan torna a Barcelona entra a estudiar a l'Escola de Belles Arts de Barcelona. A més de viure a França passa llargues temporades a Finlàndia, la Gran Bretanya i Bèlgica fins al 1960 que torna a treballar a Catalunya.
Jaume començarà a fer obres molt abstractes i emprarà la fusta com a material. Més endavant afegirà com a materials el metall i les resines sintètiques. La seva obra actual es caracteritza per tenir trets esquemàtics i amb la inspiració de símbols.
Exposà en 1962 al Cercle Artístic de Sant Lluc i a la Galeria Belarte el 1963. El 1967 exposarà obra seva a Florència juntament amb un grup anomenat Intrarealism. A més, ha fet exposicions a Amberes i Brussel·les. El 1973 Cubells participa en la I Exposición Internacional de Escultura en la calle que tingué lloc a Santa Cruz de Tenerife. L'obra que participà en aquesta exposició és una obra sense títol feta amb formigó. Actualment podem veure aquesta obra al Parque García Sanabria.
Va morir d'un atac cardíac l'any 2007, part de la seva obra està dipositada a Valls, a càrrec de la seva amiga, la pintora Esperança Mialet Llagostera.